# Samuel Willenberg

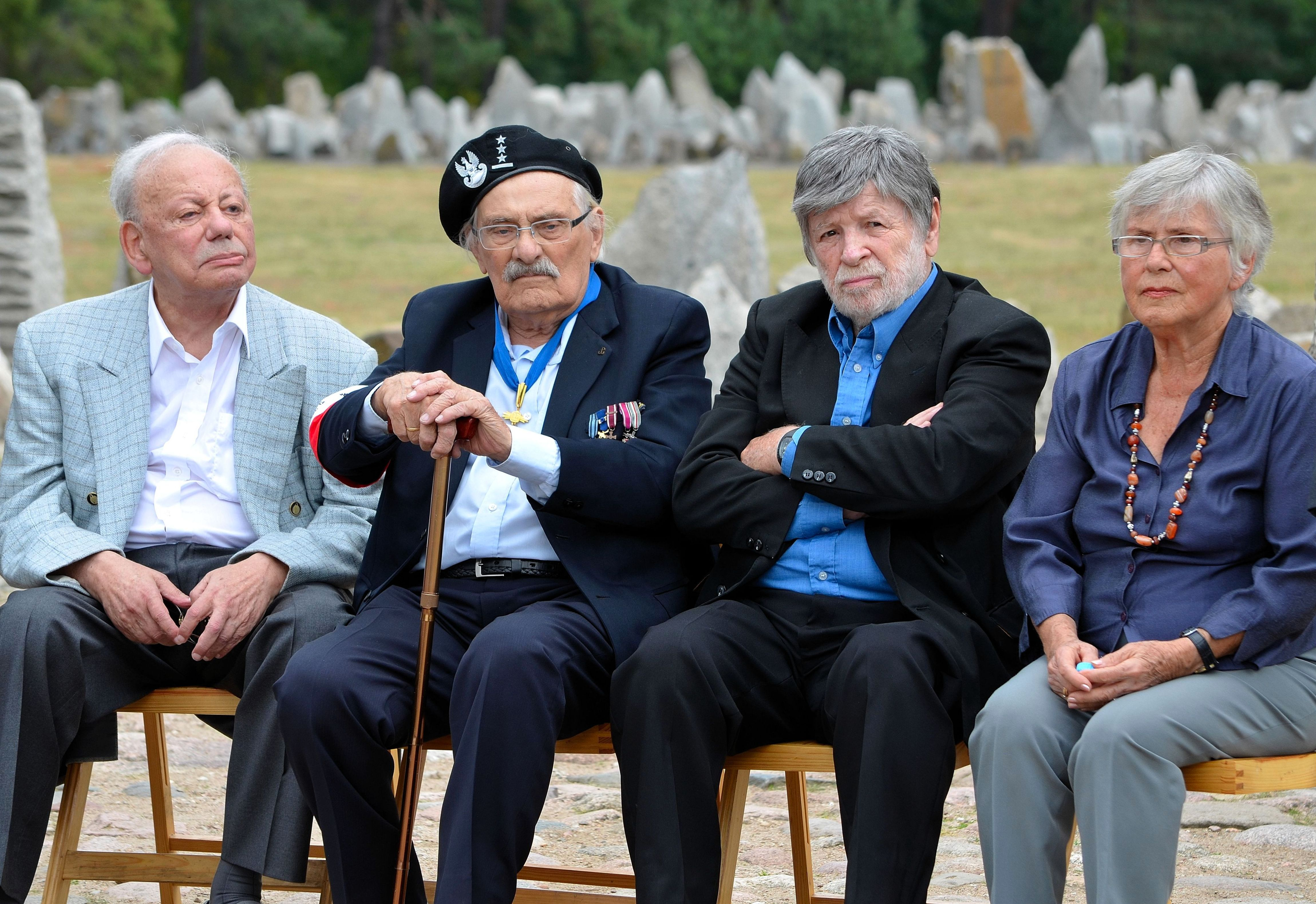
Zygmunt Rolat, Samuel Willenberg, Szewach Weiss i Ada Willenberg podczas obchodów 70. rocznicy buntu w obozie zagłady w Treblince

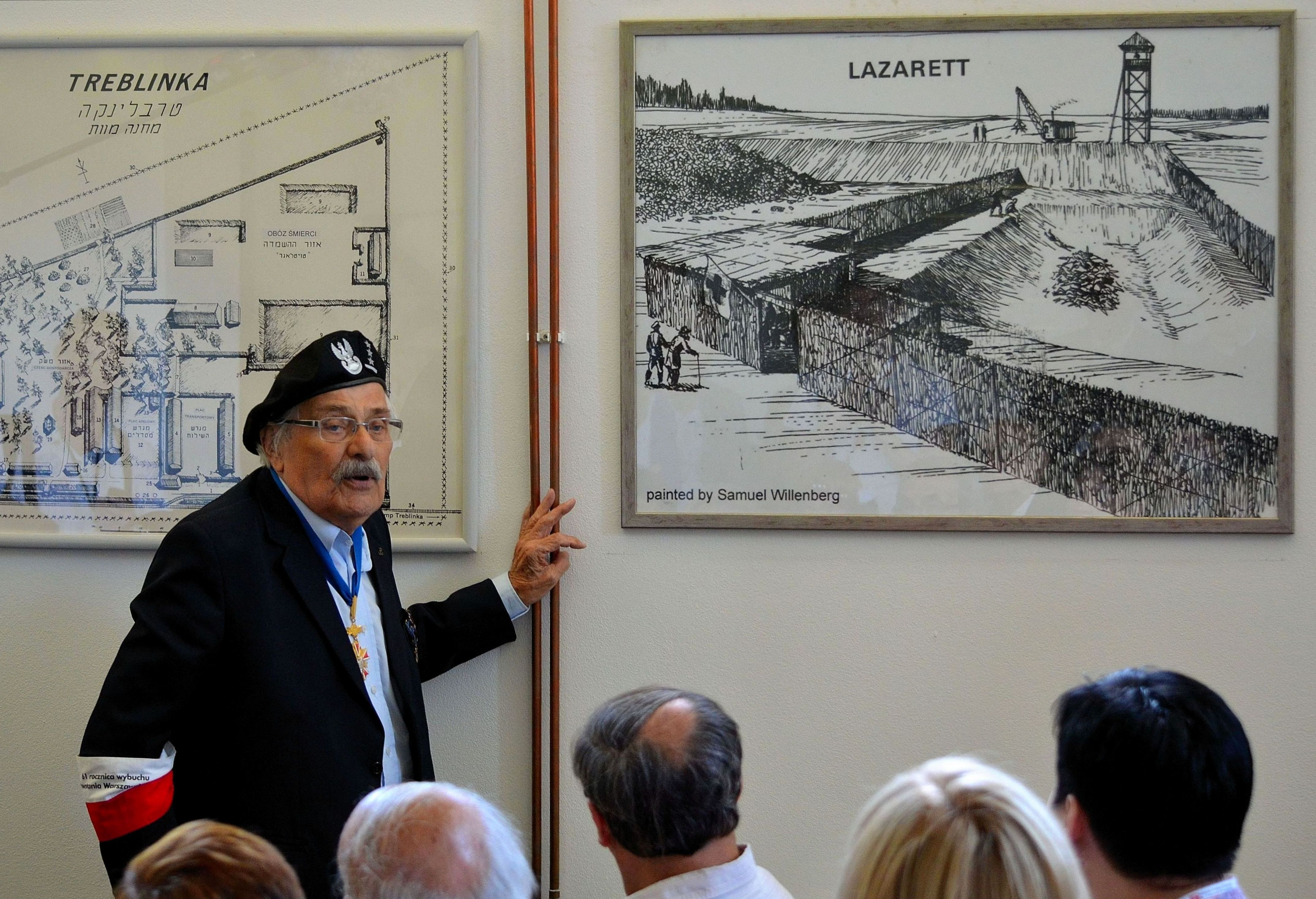
Samuel Willenberg opowiadający o swoich rysunkach w Muzeum Walki i Męczeństwa w Treblince

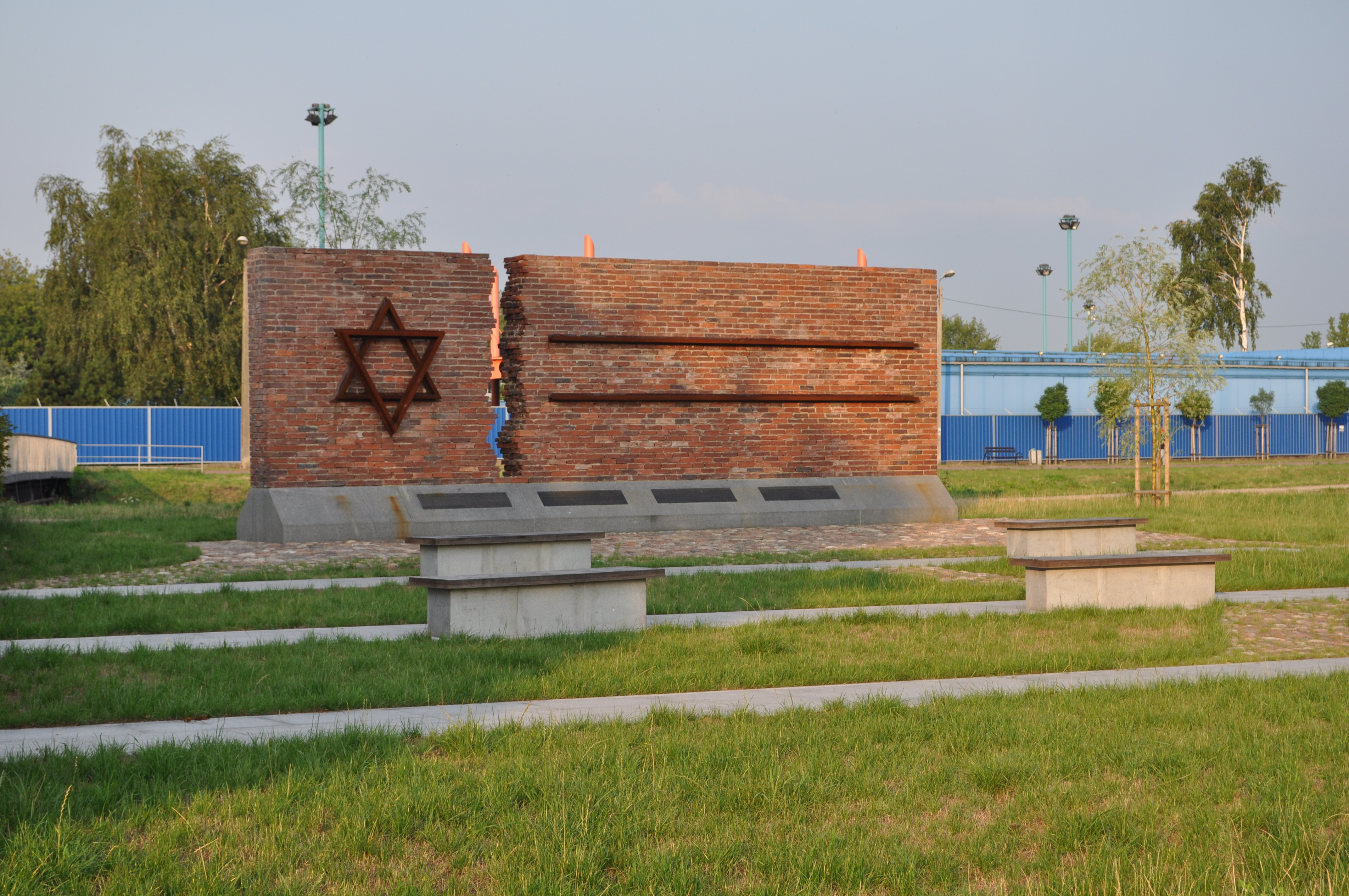
Pomnik upamiętniający częstochowskich Żydów zaprojektowany przez Samuela Willenberga

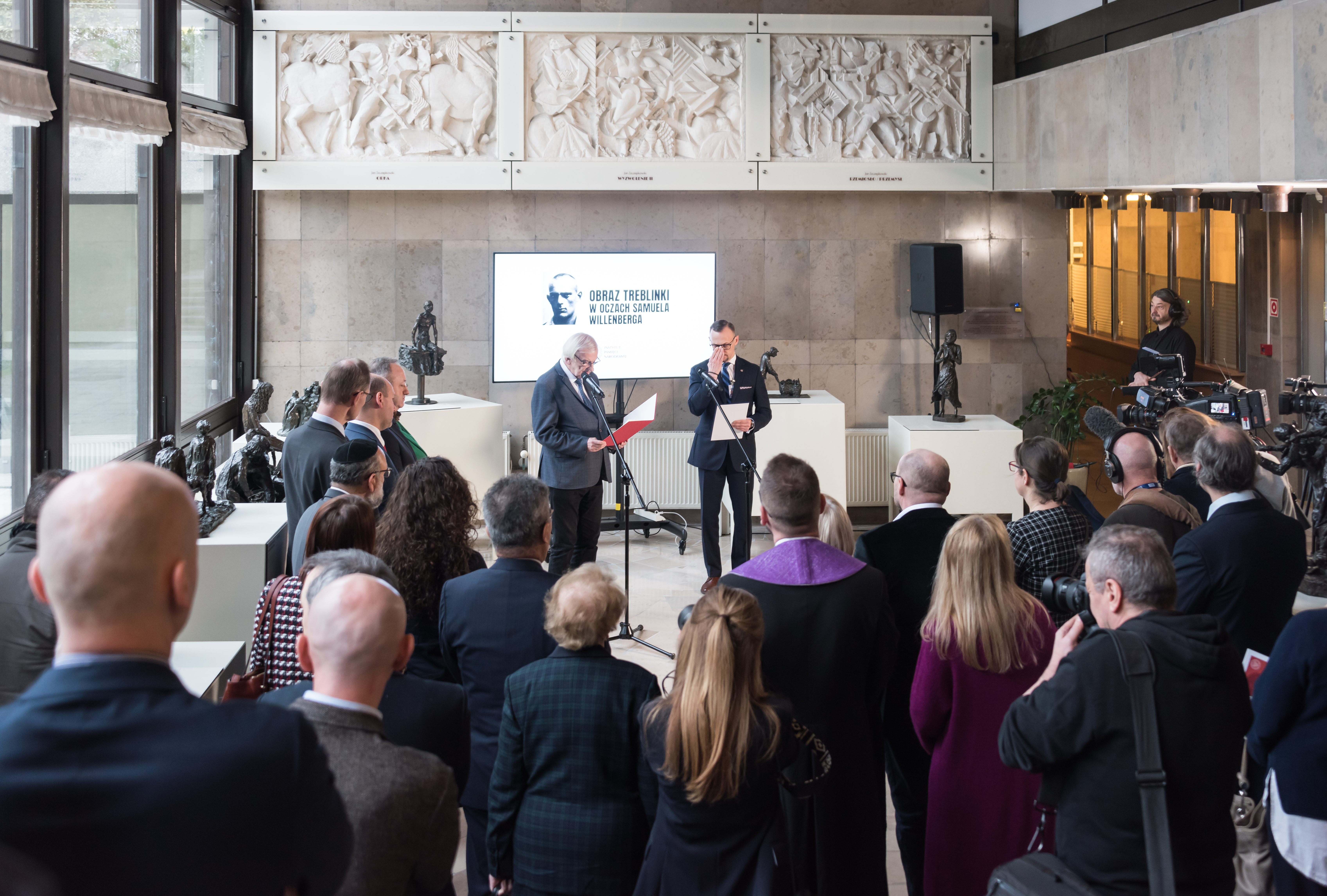
Otwarcie wystawy Obraz Treblinki w oczach Samuela Willenberga w Sejmie (2023)

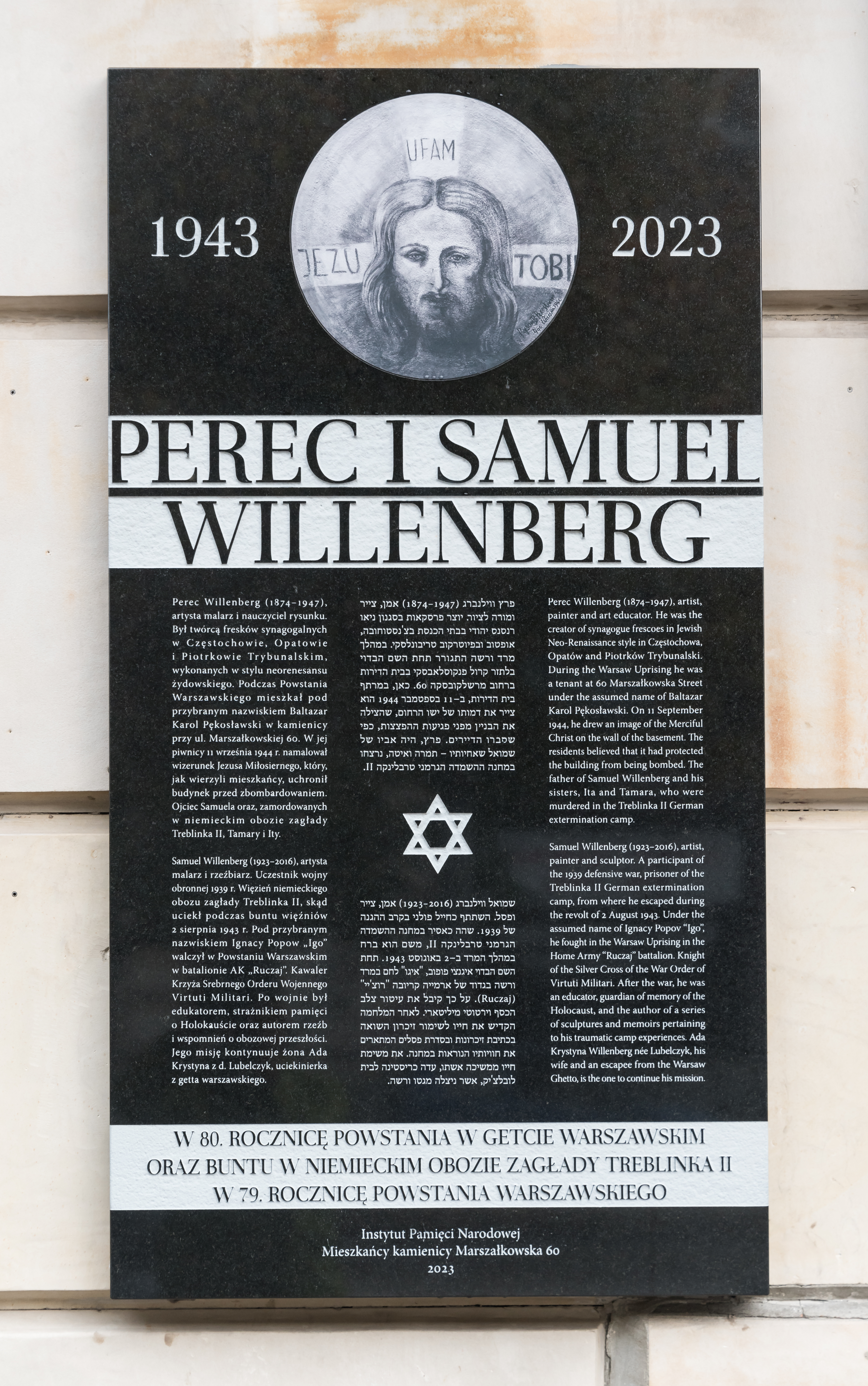
Tablica upamiętniającą Pereca i Samuela Willenbergów na fasadzie kamienicy przy ul. Marszałkowskiej 60 w Warszawie

Samuel Willenberg ps. „Igo” (hebr. שמואל וילנברג; ur. 16 lutego 1923 w Częstochowie, zm. 19 lutego 2016 w Tel Awiwie) – polsko-izraelski rzeźbiarz i malarz, więzień Treblinki i uczestnik buntu w obozie w 1943, uczestnik powstania warszawskiego.

## Życiorys
Jego ojciec Perec Willenberg był przed wojną nauczycielem w żydowskim gimnazjum w Częstochowie, utalentowanym malarzem i artystą plastykiem, zajmował się m.in. dekorowaniem synagog. Matka Maniefa z domu Popow – prawosławna Rosjanka – po ślubie przeszła na judaizm. Rodzina Willenbergów mieszkała w Częstochowie przy ulicy Fabrycznej.
Wybuch wojny zastał go w Radości pod Warszawą, gdzie wraz z matką i siostrami, Itą i Tamarą, spędzał wakacje. 6 września 1939 wyruszył na wschód, w kierunku Lublina. W czasie marszu na ochotnika przyłączył się do wojska. Brał udział m.in. w potyczce z Armią Czerwoną w okolicach Chełma 25 września, w czasie której został ciężko ranny. Trafił do szpitala polowego, skąd uciekł po trzech miesiącach i przedostał się do Radości. Na początku 1940 wraz z matką i siostrami wyjechał do Opatowa, gdzie w miejscowej synagodze jego ojciec malował polichromie. Cała rodzina znalazła się w miejscowym getcie. Samuel zajmował się m.in. sprzedażą miejscowym chłopom obrazków malowanych przez ojca, przez kilka miesięcy pracował także w hucie w Starachowicach.
W 1942 Willenbergowie, dzięki wyrobionym „aryjskim” dokumentom, postanowili wyjechać do Częstochowy. Tam ktoś z sąsiadów zadenuncjował Itę i Tamarę Niemcom. Na prośbę matki, która podjęła próbę odnalezienia i uwolnienia córek, Samuel wrócił do Opatowa. Stąd wraz z ok. 6500 mieszkańcami getta 20 października 1942 trafił do obozu zagłady w Treblince.
Idąc za radą jednego z więźniów Treblinki napotkanego na rampie obozowej, podał się za murarza. Pomogło mu to, że miał na sobie pobrudzony farbą kitel swego ojca, który założył w dniu wysiedlenia z Opatowa. Jako jedyny z transportu uniknął śmierci w komorach gazowych i został skierowany do obozowego Sonderkommando. Po wprowadzeniu przez Niemców numeracji więźniów otrzymał numer 937. Pracował m.in. w magazynie rzeczy należących do zamordowanych Żydów, gdzie wśród posortowanej odzieży rozpoznał ubrania swoich dwóch sióstr. Potem trafił do komanda zajmującego się maskowaniem obozu.
2 sierpnia 1943 uczestniczył w buncie w Treblince i wraz z ok. 200 więźniami uciekł z obozu. Był jednym z 68 członków Sonderkommando Treblinka, którzy przeżyli wojnę, a po śmierci Kalmana Taigmana w 2012 ostatnim z żyjących. Ranny w nogę przedostał się do Warszawy, gdzie odnalazł swego ojca, ukrywającego się po stronie „aryjskiej”. W Warszawie zaangażował się w działalność konspiracyjną (m.in. zdobywanie broni) w Polskiej Armii Ludowej. Do końca okupacji pomagało mu to, że jego rysy twarzy nie zdradzały semickiego pochodzenia. Był blondynem o niebieskich oczach. W fałszywej kenkarcie użył panieńskiego nazwiska matki, Ignacy Popow. Ukrywał się m.in. przy ulicy Natolińskiej 8, gdzie zastał go wybuch powstania warszawskiego.
1 sierpnia 1944 dołączył jako ochotnik do grupy żołnierzy batalionu AK „Ruczaj”, atakujących budynek dawnego Poselstwa Czechosłowackiego przy ul. Koszykowej 18. Walczył w południowym Śródmieściu w rejonie ulicy Marszałkowskiej i placu Zbawiciela, w szeregach 3. kompanii dowodzonej przez kpt. Antoniego Kazimierza Dembowskiego „Lodeckiego”. Na początku września 1944, z powodu żydowskiego pochodzenia i zagrożenia ze strony żołnierzy Narodowych Sił Zbrojnych, przeszedł do Polskiej Armii Ludowej. Początkowo trafił do Brygady im. St. Dubois, a następnie do Brygady Syndykalistycznej, gdzie służył w stopniu sierżanta podchorążego. Po kapitulacji powstania wyszedł z miasta wraz z ludnością cywilną. Uciekł z pociągu pod Pruszkowem i do końca wojny ukrywał się w okolicach Błonia.
W latach 1945–1946 służył w wojsku w stopniu porucznika. W 1946 przeprowadził przez zieloną granicę z Polski do Włoch grupę Żydów. Prowadził również kursy samoobrony dla młodzieży żydowskiej. W 1947 z ramienia jednej z organizacji syjonistycznych poszukiwał ocalałych z Holocaustu żydowskich dzieci przechowywanych przez polskie rodziny.
W 1950 wraz z matką i żoną wyjechał do Izraela. Został inżynierem geodetą, pracował na stanowisku głównego mierniczego w Ministerstwie Rozbudowy. Dopiero po przejściu na emeryturę zajął się plastyką. Ukończył rzeźbiarstwo na Uniwersytecie Trzeciego Wieku w Jerozolimie i szybko zyskał rozgłos pracami związanymi z Holokaustem. Tworzył głównie rzeźby w glinie oraz odlewy w brązie. Był autorem serii 15 rzeźb przedstawiających ludzi i sceny z Treblinki, a także kilku map i rysunków obozu.
Od lat 80. wspólnie z żoną współorganizował wizyty młodzieży izraelskiej w Polsce. W 1994 ponownie przyjął polskie obywatelstwo.
W 2003 w warszawskiej Zachęcie miała miejsce wystawa jego prac. Swoje rzeźby pokazywał też w 2004 na wystawie „Żydzi-Częstochowianie” w Muzeum Częstochowskim. Był autorem projektu pomnika 40 tys. ofiar częstochowskiego getta, odsłoniętego w październiku 2009 przy ulicy Strażackiej. W 2020 Instytut Pamięci Narodowej uzyskał zgodę rodziny artysty na zaprezentowanie jego rzeźb w ramach wystawy „Obraz Treblinki w oczach Samuela Willenberga”, którą wyeksponowano w Centrum Edukacyjnym „Przystanek Historia”.
W 1986 napisał wspomnieniową książkę Bunt w Treblince. 
Mieszkał wraz z żoną w Tel-Awiwie. Zmarł w domu 19 lutego 2016. Został pochowany 22 lutego na cmentarzu w Udim koło Netanji.

## Życie prywatne
Jego żona Ada (Krystyna) Lubelczyk-Willenberg, po deportowaniu latem 1942 matki do obozu zagłady w Treblince, przedostała się z getta warszawskiego na stronę „aryjską” i znalazła schronienie w mieszkaniu Heleny Majewskiej na warszawskim Kole. Jest autorką książki Skok do życia (Wyd. Austeria, Kraków 2010). Willenbergowie pobrali się w 1948 w Polsce. Ich córka Orit Willenberg-Giladi (ur. 1960) jest architektem, zaprojektowała m.in. gmach Ambasady Izraela w Berlinie. Jest również autorką projektu architektonicznego planowanego Centrum Edukacji o Zagładzie Żydów w Muzeum Treblinka.

## W kulturze masowej
- Samuel Willenberg był głównym bohaterem filmu Michała Nekanda-Trepki Ostatni świadek (2002) opowiadającym o buncie więźniów w obozie zagłady w Treblince[23].
- W 2014 miał premierę dokument Samuel Jana Kidawy-Błońskiego przedstawiający sylwetkę Willenberga[24].
- Jest jednym z bohaterów książki Mikołaja Grynberga Ocaleni z XX wieku[25].

## Publikacje
- Samuel Willenberg: Bunt w Treblince. Warszawa: Res Publica, 1991. ISBN 83-7046-192-1. Brak numerów stron w książce (pierwsze wydanie polskie)

## Odznaczenia
- Krzyż Srebrny Orderu Wojennego Virtuti Militari
- Krzyż Komandorski z Gwiazdą Orderu Odrodzenia Polski (2013)[26]
- Krzyż Komandorski Orderu Zasługi RP (2008)[27]
- Krzyż Walecznych (dwukrotnie)
- Złoty Krzyż Zasługi z Mieczami
- Warszawski Krzyż Powstańczy
- Złoty Medal Wojska Polskiego
- Państwowa Odznaka Sportowa

## Upamiętnienie
- Wystawa Samuel Willenberg − bohater dwóch narodów w budynku Sejmu (2022)[28].
- Uchwała Sejmu RP w sprawie uczczenia 100. rocznicy urodzin (2023)[29].
- Tablica upamiętniająca Pereca i Samuela Willenbergów na kamienicy przy ul. Marszałkowskiej 60 w Warszawie (2023)[30].